# Fano Calcio 1980-1981
Questa pagina raccoglie le informazioni riguardanti il Fano Calcio S.p.a. nelle competizioni ufficiali della stagione 1980-1981.
Da questa stagione l'Associazione Calcio Fano Alma Juventus, per adempiere a quanto richiesto dalla Lega Nazionale Semiprofessionisti in fatto di società di capitali, cambia denominazione e forma giuridica diventando "Fano Calcio S.p.a.".

## Rosa
| N. |                   | Ruolo | Calciatore          |
| -- | ----------------- | ----- | ------------------- |
|    | Italia (bandiera) | D     | Alfiero Agostinelli |
|    | Italia (bandiera) | C     | Giovanni Allegrini  |
|    | Italia (bandiera) | A     | Pier Luigi Angeloni |
|    | Italia (bandiera) | C     | Ivo Ballardini      |
|    | Italia (bandiera) | D     | Daniele Briganti    |
|    | Italia (bandiera) | D     | Fabio Cazzola       |
|    | Italia (bandiera) | A     | Sante Crepaldi      |
|    | Italia (bandiera) | D     | Enzo D'Amico        |
|    | Italia (bandiera) | A     | Roberto Del Monte   |
|    | Italia (bandiera) | D     | Giovanni Deogratias |

| N. |                   | Ruolo | Calciatore         |
| -- | ----------------- | ----- | ------------------ |
|    | Italia (bandiera) | C     | Ardiccio Gorini    |
|    | Italia (bandiera) | C     | Salvatore Esposito |
|    | Italia (bandiera) | C     | Roberto Gianangeli |
|    | Italia (bandiera) | C     | Giancarlo Guidetti |
|    | Italia (bandiera) | A     | Andrea Messersì    |
|    | Italia (bandiera) | A     | Edmondo Mochi      |
|    | Italia (bandiera) | P     | Loris Pasi         |
|    | Italia (bandiera) | A     | Mauro Rabitti      |
|    | Italia (bandiera) | P     | Massimo Santucci   |
|    | Italia (bandiera) | D     | Marco Troncon      |

## Risultati

### Campionato

#### Girone di andata
| 28 settembre 1980 1ª giornata | Fano | 2 – 1 | Prato |  |

| 5 ottobre 1980 2ª giornata | Trento | 2 – 1 | Fano |  |

| 12 ottobre 1980 3ª giornata | Mantova | 1 – 0 | Fano |  |

| 19 ottobre 1980 4ª giornata | Fano | 1 – 0 | Reggiana |  |

| 26 ottobre 1980 5ª giornata | Piacenza | 0 – 2 | Fano |  |

| 2 novembre 1980 6ª giornata | Fano | 3 – 1 | Spezia |  |

| 9 novembre 1980 7ª giornata | Fano | 2 – 0 | Novara |  |

| 16 novembre 1980 8ª giornata | Casale | 1 – 3 | Fano |  |

| 23 novembre 1980 9ª giornata | Fano | 2 – 1 | Parma |  |

| 30 novembre 1980 10ª giornata | Modena | 1 – 1 | Fano |  |

| 7 dicembre 1980 11ª giornata | Fano | 0 – 1 | Forlì |  |

| 14 dicembre 1980 12ª giornata | Treviso | 4 – 0 | Fano |  |

| 21 dicembre 1980 13ª giornata | Fano | 2 – 0 | Sanremese |  |

| 4 gennaio 1981 14ª giornata | Sant'Angelo | 0 – 0 | Fano |  |

| 11 gennaio 1981 15ª giornata | Triestina | 1 – 0 | Fano |  |

| 18 gennaio 1981 16ª giornata | Fano | 0 – 0 | Cremonese |  |

| 25 gennaio 1981 17ª giornata | Empoli | 0 – 1 | Fano |  |

#### Girone di ritorno
| 1º febbraio 1981 18ª giornata | Prato | 0 – 3 | Fano |  |

| 8 febbraio 1981 19ª giornata | Fano | 1 – 1 | Trento |  |

| 15 febbraio 1981 20ª giornata | Fano | 2 – 1 | Mantova |  |

| 22 febbraio 1981 21ª giornata | Reggiana | 1 – 0 | Fano |  |

| 1º marzo 1981 22ª giornata | Fano | 1 – 0 | Piacenza |  |

| 8 marzo 1981 23ª giornata | Spezia | 3 – 2 | Fano |  |

| 15 marzo 1981 24ª giornata | Novara | 0 – 4 | Fano |  |

| 29 marzo 1981 25ª giornata | Fano | 1 – 1 | Casale |  |

| 5 aprile 1981 26ª giornata | Parma | 1 – 1 | Fano |  |

| 12 aprile 1981 27ª giornata | Fano | 1 – 0 | Modena |  |

| 26 aprile 1981 28ª giornata | Forlì | 1 – 1 | Fano |  |

| 3 maggio 1981 29ª giornata | Fano | 1 – 0 | Treviso |  |

| 10 maggio 1981 30ª giornata | Sanremese | 1 – 1 | Fano |  |

| 17 maggio 1981 31ª giornata | Fano | 2 – 1 | Sant'Angelo |  |

| 24 maggio 1981 32ª giornata | Fano | 1 – 0 | Triestina |  |

| 31 maggio 1981 33ª giornata | Cremonese | 2 – 0 | Fano |  |

| 7 giugno 1981 34ª giornata | Fano | 2 – 1 | Empoli |  |